# آل شاجع
آل شاجع هي قرية تتبعُ محافظة الأحساء في المِنطقة الشرقيَّة في المَملكة العربيَّة السعوديَّة.

## الموقع
تقع آل شاجع في محافظة الأحساء

## أصل التسمية
من آل شاجع واحدهم شاجعي آل جابر :من ذُبْيان سكان "اللِّيث "يترلون نواحي العَرْج.